# Limba ingușă
Limba ingușă este limba oficială a republicii autonome Ingușetia din cadrul Federației Ruse. Limba ingușă este o limbă caucaziană, înrudită de aproape cu limba cecenă. Limbile cecenă și ingușă sunt oarecum asemănătoare, deoarece aproximativ 85% din cuvintele vocabularului limbii cecene se regăsesc și în limba ingușă.

## Sistem de scriere
Limba ingușă a fost scrisă inițial într-o versiune a alfabetului arab. Între 1923 și 1937 a fost scrisă în alfabetul latin. Alfabetul chirilic a fost adoptat în 1938.
| А а   | Аь аь | Б б   | В в   | Г г   | ГӀ гӀ | Д д   | Е е   |
| Ё ё   | Ж ж   | З з   | И и   | Й й   | К к   | Кх кх | Къ къ |
| КӀ кӀ | Л л   | М м   | Н н   | О о   | П п   | ПӀ пӀ | Р р   |
| С с   | Т т   | ТӀ тӀ | У у   | Ф ф   | Х х   | Хь хь | ХӀ хӀ |
| Ц ц   | ЦӀ цӀ | Ч ч   | ЧӀ чӀ | Ш ш   | Щ щ   | Ъ ъ   | Ы ы   |
| Ь ь   | Э э   | Ю ю   | Я я   | Яь яь | Ӏ     |       |       |